# Guerino Grimaldi
Guerino Grimaldi (* 11. September 1916 in Roccapiemonte; † 12. April 1992 in Salerno) war ein italienischer Geistlicher und Erzbischof von Salerno-Campagna-Acerno.

## Leben
Er war der Sohn von Raffaele Grimaldi und dessen Ehefrau Maria Polichetti. Nach der Schulzeit studierte er an der Theologischen Fakultät der Universität Neapel, wo er das Lizenziat erwarb. Die Priesterweihe empfing Guerino Grimaldi am 13. Juli 1941 durch den Erzbischof von Salerno Nicola Monterisi. Danach war er in Salerno als Lehrer und Seelsorger tätig.
Papst Paul VI. ernannte ihn am 2. Februar 1968 zum Titularbischof von Salapia sowie zum Weihbischof in Salerno und Acerno. Die Bischofsweihe spendete ihm am 21. April desselben Jahres der Präfekt der Kongregation für die Bischöfe, Carlo Kardinal Confalonieri; Mitkonsekratoren waren Demetrio Moscato, Erzbischof von Salerno-Acerno, und Federico Pezzullo, Bischof von Policastro. Nach dem Tod von Erzbischof Moscato am 22. Oktober 1968 war Guerino Grimaldi bis zur Ernennung von Erzbischof Gaetano Pollio am 5. Februar 1969 Kapitularvikar des Erzbistums Salerno, danach dessen Generalvikar.
Am 19. März 1971 wurde Guerino Grimaldi zum Bischof von Nola ernannt, daneben war er bis 1978 Apostolischer Administrator des seit 1966 vakanten Bistums Acerra. Er wurde am 2. Juli 1982 zum Koadjutorerzbischof von Salerno sowie zum Koadjutorbischof des Bistums Campagna ernannt, ferner zum Apostolischen Administrator von Acerno. Am 20. Oktober 1984, nach dem Rücktritt von Erzbischof Pollio, wurde Guerino Grimaldi schließlich Erzbischof von Salerno, Bischof von Campagna und war weiterhin Apostolischer Administrator von Acerno. Mit der Vereinigung der drei Bistümer am 30. September 1986 wurde er Erzbischof von Salerno-Campagna-Acerno.
Guerino Grimaldi erlitt am 12. April 1992, kurz nach der Feier der Palmsonntagsmesse, einen Herzanfall und starb gegen 13 Uhr 30. Beigesetzt wurde er auf seinen Wunsch hin auf dem Friedhof seines Heimatortes Roccapiemonte.